# Observatoire de Green Bank
Pour les articles homonymes, voir GBT.
L'observatoire de Green Bank est connu essentiellement pour héberger le Green Bank Telescope (GBT) qui est le plus grand radiotélescope orientable du monde. Ses équipements font partie du réseau du National Radio Astronomy Observatory (NRAO) et se situe à Green Bank en Virginie-Occidentale aux États-Unis. L'observatoire est installé au centre de la zone de silence radio américaine (United States National Radio Quiet Zone), un rectangle de plus de 33 000 km2 où sont bannies ou sévèrement limitées les transmissions radio.

## Le GBT
La construction du télescope fut décidée après l'effondrement de son prédécesseur, une parabole de 90 m, le 15 novembre 1988, dû à la perte d'un gousset primordial dans l'assemblage des poutrelles en caisson. Construit entre 1991 et 2002, il reçut sa première lumière le 22 août 2000. Il est plus précisément nommé télescope Robert C. Byrd de Green Bank en hommage au sénateur Robert Byrd.
La surface collectrice de 7 854 m2 mesure 100 par 110 mètres et est composée de 2 004 panneaux élémentaires ajustés activement par 2 209 actionneurs indépendants. Ces panneaux en aluminium sont façonnés avec une précision de ~75 µm RMS. Les mécanismes d'ajustement permettent de corriger les déformations mécaniques dues à la gravité lors des changements d'orientation du télescope. Sans cette « surface active », il serait impossible au GBT de travailler précisément dans les fréquences supérieures à 4 GHz, il peut être utilisé théoriquement jusqu'à 100 GHz.
Sa structure est inhabituelle dans le sens où le miroir n'a pas une forme symétrique mais est une section de paraboloïde qui n'inclut pas l'axe du foyer. La position désaxée des récepteurs aux foyers permet à leur support de ne pas être dans le champ d'observation, évitant ainsi les problèmes de réflexion et de diffraction parasites.
Au foyer primaire de l'antenne se trouve un cornet d'alimentation rétractable, et derrière lui se tient le réflecteur secondaire de 8 m constituant ainsi une monture grégorienne. Au foyer secondaire (grégorien) se trouvent huit cornets de plus grande précision, montés sur une tourelle rotative. Les fréquences exploitées vont de 290 MHz à 49,8 GHz. Depuis septembre 2006, un instrument à 90 GHz nommé MUSTANG (Multiplexed SQUID/TES Array for Ninety Gigahertz) est testé : c'est la plus haute fréquence observée à ce jour sur le GBT et le premier imageur à pixel,.
À terme, le télescope doit être équipé d'un système laser pointant sur les panneaux du réflecteur primaire afin de mesurer et de compenser précisément les distorsions dues à la gravité, au vent, à la dilatation, etc..

## Le GBI

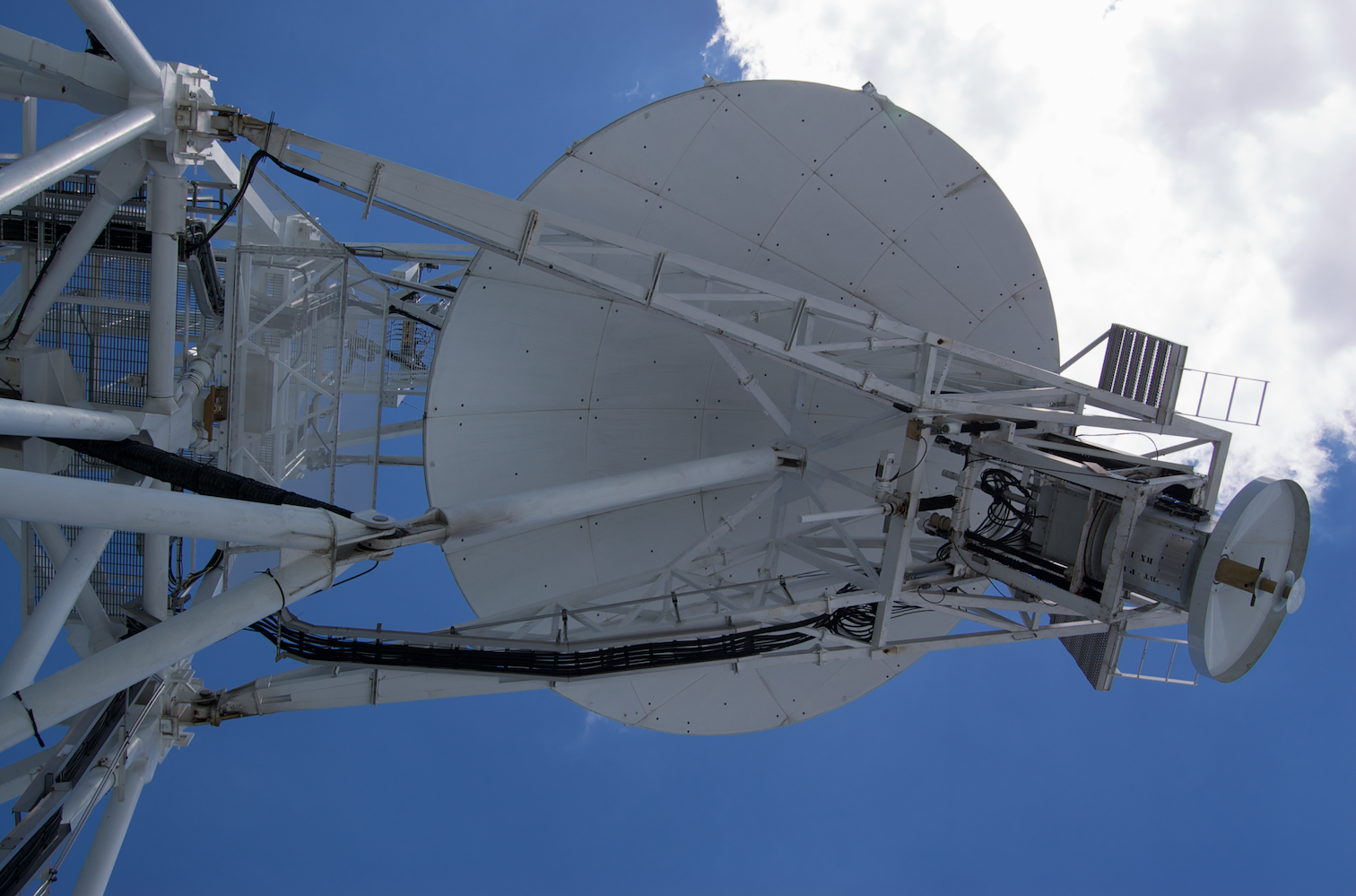
Cornet primaire devant le réflecteur secondaire.

Le GBI est un ancien interféromètre de la NRAO. Il était composé de trois antennes de 26 m (85 pieds), nommées 85-1, 85-2 et 85-3.
Le télescope 85-1, construit en 1958 et opérationnel en 1959, fut un des pionniers de l'astronomie radio au NRAO. Il est également nommé télescope Howard E. Tatel en hommage à son concepteur décédé en 1957. Cet ingénieur de chez Blaw-Knox eut l'idée de monter les deux axes du télescope sur des roues de grand diamètre pour améliorer la précision du pointage. Il servit notamment dans le cadre du projet Ozma, étudia les températures de la Lune et de Vénus et observa la ceinture de radiations de Jupiter.
En 1964, la mise en service du télescope 85-2 permit de fonctionner en interféromètre avec une longueur de base maximale de 2 400 m. Il testa les techniques de synthèse d'ouverture jusqu'en 1978. Il servit ensuite à l'astrométrie pour l'USNO jusqu'en 1988.
Le 85-3 fut mis en service en 1989, augmentant la puissance de l'interféromètre, il fut alors le prototype précurseur du VLA. Cet instrument fit les premières observations radio confirmant la déviation des ondes prédites par la relativité générale. Les télescopes fonctionnèrent sous l'égide de l'USNO jusqu'en 1996, dans les domaines de la géodésie VLBI, l'observation des pulsars et des binaires X.
Depuis, la NASA a repris le financement des activités de ces télescopes et utilise le 85-3 pour l'observation continue des pulsars (il en suit 35 par jour). Les antennes 85-1 et 85-2 sont en attente d'un nouveau programme d'observations depuis 2000.

## Les autres télescopes

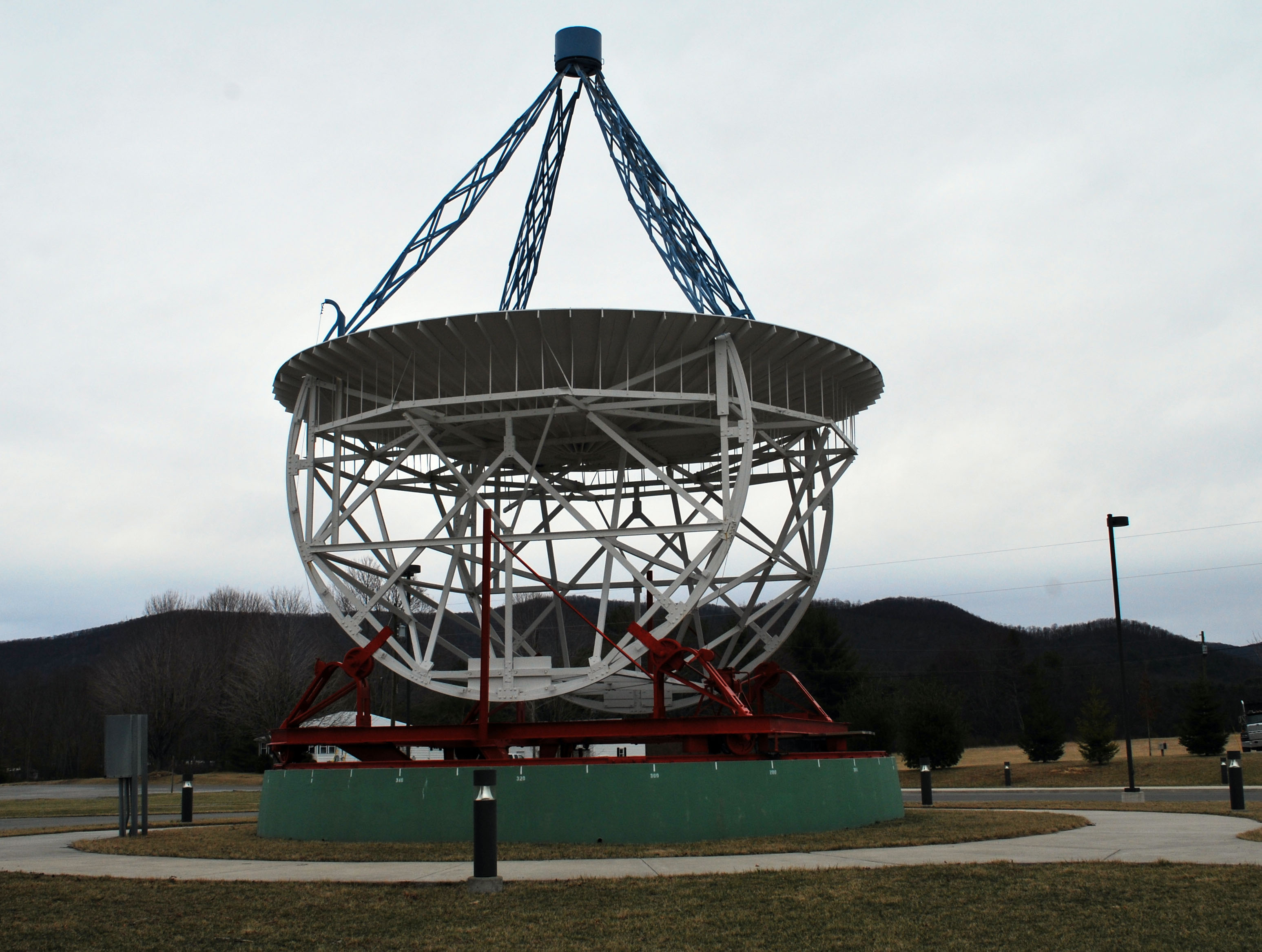
Le radiotélescope Reber.

Le télescope de 43 m est le plus grand radiotélescope sur monture équatoriale du monde. Il est essentiellement utilisé pour étudier les turbulences de l'ionosphère terrestre en configuration bistatique avec l'observatoire de Millstone Hill du MIT.
Le GBSRBS (Green Bank Solar Radio Burst Spectrometer) est destiné à l'observation des sursauts radio solaires, ce que sa situation en zone de silence radio permet. Accessoirement, la NASA l'utilise pour le suivi des satellites d'interférométrie à très longue base spatiale.
Le télescope de 20 m construit en 1994, fait partie du réseau de géodésie VLBI de la NASA.
Le Forty Foot Telescope fut construit au début des années 1960 pour l'étude de la variabilité des sources radio. On suppose qu'il fut le premier radiotélescope entièrement automatisé. Après avoir été inexploité pendant près de deux décennies, il est remis en service en tant qu'outil pédagogique ouvert aux étudiants et aux amateurs.
Le site conserve également des instruments de radioastronomie historiques :
- la réplique de l'antenne avec laquelle Karl Jansky découvrit en 1932 l'émission radio de la Voie lactée.
- le télescope Reber qui fut le premier et pendant longtemps le seul radiotélescope. Cet instrument, construit à Wheaton en 1937 fut donné à la NRAO par son inventeur Grote Reber dans les années 1960.
- le cornet Ewen-Purcell avec lequel Edward Mills Purcell et Harold Irving Ewen découvrirent l'émission à 21 cm de l'hydrogène neutre galactique en 1951.

## Découvertes notables
En 1968, le GBI découvrit le jeune pulsar du Crabe (PSR B0531+21).
En 2002, le GBT découvrit trois pulsars milliseconde insoupçonnés dans l'amas globulaire M62 pourtant largement étudié.
En 2006, il découvrit le pulsar le plus rapide jamais observé : PSR J1748-2446ad tournant à 716 tours par seconde, la superbulle d'Ophiuchus qui s'échappe de la Voie lactée à 23 000 al du Soleil et un champ magnétique hélicoïdal dans le nuage moléculaire de la nébuleuse d'Orion.
En 2019, le GBT découvre PSR J0740+6620, l'étoile à neutrons la plus massive connue à cette date.
En janvier 2024, annonce à l'American Astronomy Society l'observation par le GBT de ce qui pourrait être la première découverte d'une galaxie proche J0613+52 constituée de gaz primordial.